# Петровка (Глобинский район)
Петровка (укр. Петрівка) — село,
Петровский сельский совет,
Глобинский район,
Полтавская область,
Украина.
Код КОАТУУ — 5320686101. Население по переписи 2001 года составляло 738 человек.
село образовано слиянием поселений: Петровка, Андрияновка и Москаленки после 1945 года
Является административным центром Петровского сельского совета, в который, кроме того, входит село
Турбаи.

## Географическое положение
Село Петровка находится в 2-х км от правого берега реки Хорол,
выше по течению на расстоянии в 1,5 км расположено село Иваново Селище,
ниже по течению на расстоянии в 4 км расположено село Турбаи.
По селу протекает пересыхающий ручей с запрудой.

## Экономика
- Молочно-товарная и птице-товарная ферма.
- НВП «Глобинский мясомолочний комплекс»
- ЧП «Петровка».

## Объекты социальной сферы
- Школа І—ІІ ст.
- Школа І ст.
- Дом культуры.